# The Pursuit
Albums de Jamie Cullum
Catching Tales
(2005) Momentum
(2013)
The Pursuit est le 5e album de Jamie Cullum, sorti en 2009. Cet album s'inscrit dans la continuité d'un jazz plus pop, allant en accord avec le succès grandissant de l'artiste.

## Liste des morceaux
| No  | Titre                         | Musique                                                                 | Durée |
| --- | ----------------------------- | ----------------------------------------------------------------------- | ----- |
| 1.  | Just One Of Those Things      | Cole Porter                                                             | 4:37  |
| 2.  | I'm All Over It               | Jamie Cullum, Ricky Ross                                                | 3:41  |
| 3.  | Wheels                        | Jamie Cullum                                                            | 3:45  |
| 4.  | If I Ruled The World          | Leslie Bricusse, Cyril Ornadel                                          | 4:38  |
| 5.  | You And Me Are Gone           | Jamie Cullum, Geoff Gascoyne, Sebastian de Krom                         | 5:07  |
| 6.  | Don't Stop The Music          | Erik Hermansen, Mikkel Stroleer Eriksen, Frankie Storm, Michael Jackson | 4:51  |
| 7.  | Love Ain't Gonna Let You Down | Jamie Cullum                                                            | 3:59  |
| 8.  | Mixtape                       | Jamie Cullum, Ben Cullum                                                | 5:00  |
| 9.  | I Think I Love                | Jamie Cullum                                                            | 4:16  |
| 10. | We Run Things                 | Jamie Cullum                                                            | 3:32  |
| 11. | Not While I'm Around          | Stephen Sondheim                                                        | 3:54  |
| 12. | Music Is Through              | Jamie Cullum, Ben Cullum                                                | 7:07  |

Pistes Bonus
| No  | Titre         | Musique                                                      | Durée |
| --- | ------------- | ------------------------------------------------------------ | ----- |
| 13. | Gran Torino   | Clint Eastwood, Jamie Cullum, Kyle Eastwood, Michael Stevens | 4:32  |
| 14. | Grace Is Gone | Jamie Cullum, Ben Cullum                                     | 3:06  |